# 佩特日瓦爾德
佩特日瓦爾德是捷克的城鎮，位於該國東北部，毗鄰與波蘭接壤的邊境，由摩拉維亞-西利西亞州負責管轄，面積12.63平方公里，海拔高度265米，2006年人口共6,967。

## 外部連結
- （捷克文） Official website （页面存档备份，存于）

49°49′38″N 18°23′9″E / 49.82722°N 18.38583°E
Petřvald (Karviná District)